# Unione degli insegnanti del Giappone
L'Unione degli insegnanti del Giappone (in giapponese 日本教職員組合?, Nihon Kyōshokuin Kumiai), abbreviato Nikkyōso (in giapponese 日教組?), è il più antico sindacato giapponese di insegnanti e personale scolastico. Fondato nel 1947, è stato il più grande sindacato degli insegnanti fino alla scissione alla fine degli anni '80. Il sindacato è noto per la sua posizione critica contro il Partito Liberal Democratico al potere su questioni come il Kimi ga yo (l'inno nazionale giapponese), la bandiera del Giappone e la selezione di libri di testo di storia durante il quasi continuo governo monopartitico del PLD dal 1955. Oggi il sindacato è affiliato alla confederazione sindacale RENGO.

## Storia
L'Unione è stata fondata nel giugno del 1947, con l'assistenza del Partito Comunista Giapponese, come federazione nazionale dei sindacati degli insegnanti delle prefetture locali, sebbene in pratica ciascuno di questi sindacati avesse una notevole autonomia, propri punti di forza e un proprio orientamento politico. Al momento della sua fondazione, il Nikkyōso rappresentava quasi ogni singolo insegnante scolastico, professore universitario e membro del personale scolastico in Giappone. Inizialmente sotto l'influenza del Partito Comunista, nel 1950 il Nikkyōso si unì alla confederazione nazionale dei lavoratori Sōhyō, diventando così strettamente affiliato al Partito Socialista Giapponese.
Fin dai primi giorni della sua fondazione, Nikkyōso ha adottato una linea estremamente militante contro una serie di governi conservatori in Giappone, portando a un notevole antagonismo tra il sindacato e il Ministero dell'Istruzione. I principali punti di contesa includevano i requisiti del governo secondo cui gli insegnanti cantano l’inno nazionale e salutano la bandiera giapponese in classe, i requisiti di formazione per i nuovi insegnanti, gli sforzi del governo per ricentralizzare l’istruzione, gli sforzi per proteggere l’autonomia scolastica, i mandati governativi sui programmi di studio e la censura dei libri di testo.
Dal punto di vista del governo conservatore e dei gruppi di destra in Giappone, Nikkyōso era visto come simile al nemico pubblico numero uno, poiché si pensava che indottrinasse i giovani e gli studenti universitari giapponesi all'ala sinistra, pro-sindacato e persino comunista. modalità di pensiero. Il decennio degli anni '50 vide i successivi governi conservatori tentare di spezzare il potere di Nikkyōso introducendo un "sistema di valutazione dell'efficienza degli insegnanti", che il governo poteva poi usare come scusa per licenziare gli insegnanti più militanti, e per cui Nikkyōso lottò con le unghie e con i denti. prevenire. Nel suo libro L'enigma del potere giapponese, Karel van Wolferen descrive gli scontri tra le forze conservatrici e il Nikkyōso durante questo periodo, compresi i ministri dell'Istruzione che avevano precedentemente prestato servizio nella "Polizia del pensiero" degli anni '30, usando delinquenti per attaccare sistematicamente i membri dei sindacati, rompere organizzare riunioni sindacali ed eliminare i consigli scolastici eletti a livello locale. Nel 1961, la polizia scoprì addirittura un complotto di gruppi di destra per assassinare i leader di Nikkyōso.
Tuttavia nella seconda metà degli anni 1950 il primo ministro Nobusuke Kishi fece della distruzione di Nikkyōso una delle sue missioni personali. Nel 1958, Kishi riuscì finalmente a installare il sistema di valutazione dell'efficienza degli insegnanti, a lungo ritardato, consentendo al Ministero dell'Istruzione di licenziare gli insegnanti quasi a piacimento. In seguito a questa sconfitta epocale, Nikkyōso andò in declino e iniziò gradualmente a perdere membri.
Alla fine degli anni 1980, i disaccordi interni di lunga data all'interno della Nikkyōso sull'orientamento politico e sui rapporti della Nikkyōso con altre organizzazioni sindacali nazionali produssero infine grandi scismi interni. L’unione è quindi diventata meno efficace rispetto agli anni precedenti, in un momento in cui il governo nazionale e il Ministero dell’Istruzione stavano portando avanti in modo aggressivo un’importante riforma educativa. Nikkyōso si era fermamente opposto a molte delle riforme proposte dal Ministero, ma non riuscì a prevenire i cambiamenti nella certificazione e nella formazione degli insegnanti che considerava una minaccia esistenziale alla sua stessa sopravvivenza. La nuova leadership del Nikkyōso emersa dopo diversi anni di discordie interne sembrava adottare un approccio più conciliante nei confronti del Ministero e delle questioni di riforma, ma da allora in poi i membri del Nikkyōso continuarono a diminuire.

## Presidenti
- 1947: Araki Shozaburo
- 1950: Oka Saburo
- 1952: Takeshi Kobayashi
- 1962: Miyanohara Sadamitsu
- 1971: Motofumi Makieda
- 1983: Shoju Ohba
- 2004: Yasuo Morikoshi
- 2008: Yuzuru Nakamura
- 2012: Ryosuke Kato